# Obserwatorium Cerro Murphy
Obserwatorium Cerro Murphy (ang. Cerro Murphy Observatory; hiszp. Observatorio Cerro Murphy, OCM; niem. Observatorium Murphy Armazones, OCM; dawniej znane jako Obserwatorium Cerro Armazones, OCA; oficjalna nazwa obowiązująca od 2023 roku to Obserwatorium Cerro Murphy im. Rolfa Chini) – międzynarodowy projekt astrofizyczny realizowany na terenie Obserwatorium ESO Paranal i zarządzany przez Centrum Astronomiczne im. Mikołaja Kopernika PAN w Warszawie. Obserwatorium położone na wzgórzu Cerro Murphy, 1 km na południowy zachód i 230 m poniżej szczytu Cerro Armazones, w regionie Antofagasta w Chile, 120 km na południe od miejscowości Antofagasta. OCM znajduje się na wysokości 2817 m n.p.m. i obecnie posiada 5 teleskopów, o średnicach od 0,3 do 1,5 m.
Obserwatorium powstało w 2005 roku i było zarządzane wspólnie przez Uniwersytet Ruhry w Bochum (RUB) oraz chilijski Katolicki Uniwersytet Północny (UCN) do 2020 roku, kiedy to zostało przeniesione do Centrum Astronomicznego im. Mikołaja Kopernika PAN (CAMK) i jest obecnie zarządzane przez Projekt Araucaria. Największy polski teleskop, ze zwierciadłem o średnicy 2,5 m, jest budowany w OCM i rozpocznie pracę w 2026 roku.
Trzy inne pobliskie obserwatoria to: Obserwatorium Paranal obsługiwane przez Europejskie Obserwatorium Południowe (ESO), Ekstremalnie Duży Teleskop ESO (obecnie w budowie) oraz teleskop promieniowania gamma Cherenkov Telescope Array (również w budowie, hostowany przez ESO).

## Historia
Teren pod obserwatorium został podarowany Katolickiemu Uniwersytetowi Północnemu (UCN) przez rząd chilijski. Teren był chroniony prawem przed eksploatacją poprzez działalność kopalnianą i wydobywczą (bardzo w Chile lukratywną), aby zagwarantować, że badania naukowe będą niezakłócane przez przemysł i dzięki temu prowadzone w warunkach najwyższej jakości. Początkowo szczyt Cerro Armazones był rozważany jako przyszłe miejsce obserwatorium, jednak po zmierzeniu prędkości wiatru zdecydowano postawić obserwatorium na nieco niższym zboczu, które nie jest tak wietrzne. Wzgórze zostało nazwane Cerro Murphy, po prof. Miguelu Murphym z UCN w uznaniu jego zasług podczas budowy obserwatorium.
Za powstanie i rozwój obserwatorium odpowiedzialny jest prof. Rolf Chini z Uniwersytetu Ruhry w Bochum, który nadzorował i brał udział we wszystkich pracach w obserwatorium (od położenia fundamentów pod pomieszczenia teleskopów i budynek główny, przez konfigurację sieci komputerowej i oprogramowania do sterowania teleskopami, aż po realizację projektów naukowych) od samego początku aż do dziś.
Budowę obserwatorium na Cerro Murphy rozpoczęto w 2005 roku od ścięcia szczytu wzgórza w celu utworzenia równej nawierzchni. Pierwotnie obserwatorium zostało zaprojektowane, aby pomieścić 3 teleskopy: 1,5-m Teleskop Hexapod (HPT) i dwa mniejsze teleskopy pomocnicze. HPT został zainstalowany w 2006 roku, a wkrótce potem, 28 września 2006 roku, odbyła się oficjalna inauguracja obserwatorium – wówczas noszącego nazwę Obserwatorium Cerro Armazones (OCA) – w obecności Ambasadora Niemiec w Chile, prezesa Chilijskiego Towarzystwa Astronomicznego, rektorów UCN i RUB, licznych władz z obu uniwersytetów oraz pracowników z ESO, CTIO i Niemieckiego Centrum Lotnictwa i Kosmonautyki (DLR).
W 2010 roku w ramach europejskiego projektu EVALSO (mającego na celu zbudowanie sieci internetowej do obserwatoriów Ameryki Łacińskiej) Cerro Murphy połączono światłowodem o przepustowości 1 Gb/s z Obserwatorium Paranal. Ta innowacja pozwoliła na zdalne sterowanie teleskopami z Bochum i zapewniła szybki transfer danych z Chile do Niemiec (60 GB dziennie). Do tego czasu obserwatorzy musieli zabierać swoje dane do domu na dyskach twardych w bagażu podręcznym.
26 kwietnia 2010 Rada ESO wybrała Cerro Armazones na lokalizację planowanej budowy Ekstremalnie Wielkiego Teleskopu (ELT). W październiku 2011 r. podpisano umowę pomiędzy ESO a rządem Chile, która obejmuje darowiznę 189 km² gruntów wokół Cerro Armazones pod instalację ELT oraz koncesję na 50 lat dotyczącą otaczającego obszaru. W niezamierzonym efekcie tej umowy OCA stało się projektem obserwacyjnym realizowanym na terenie Obserwatorium ESO Paranal.

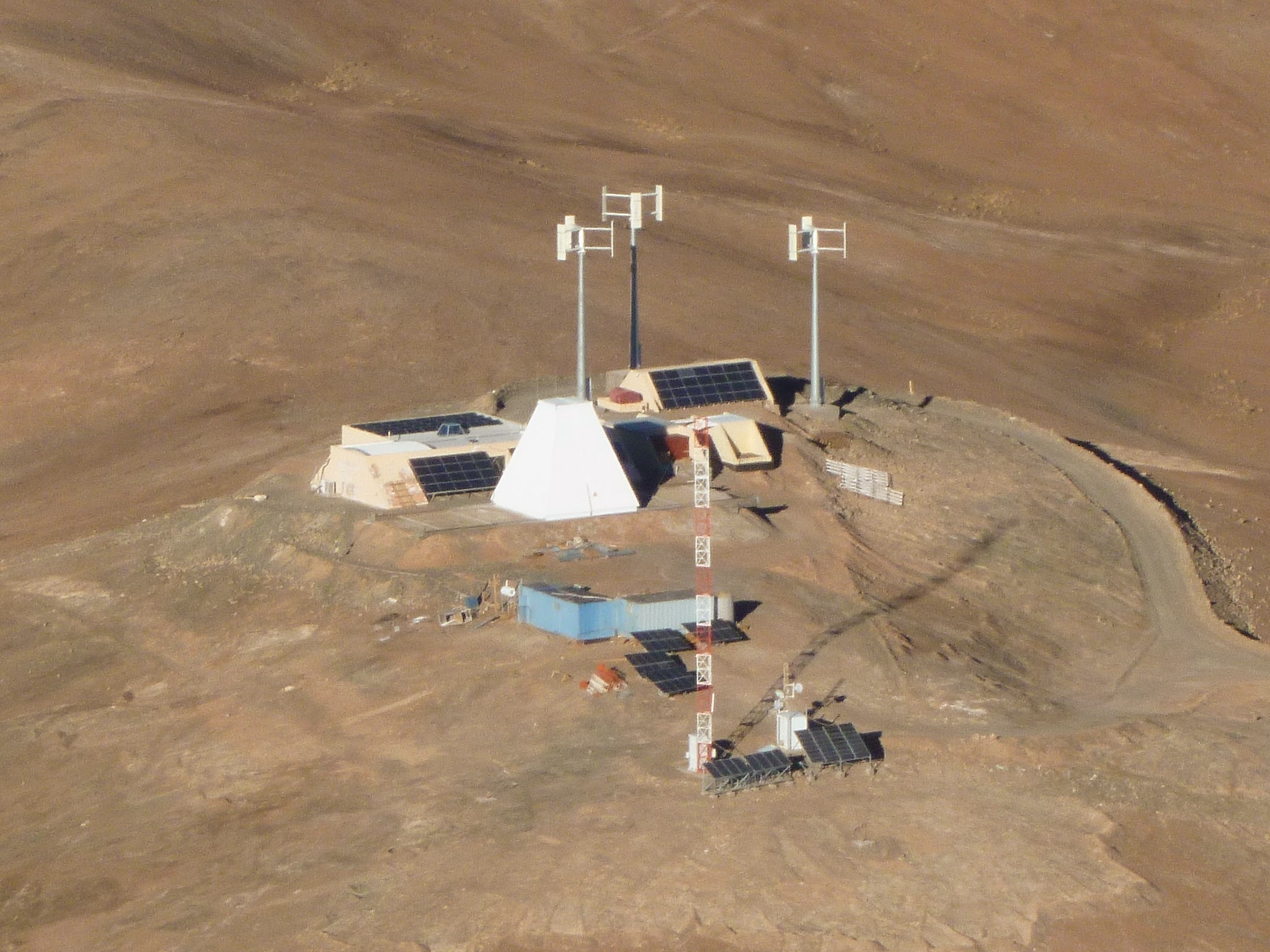
Obserwatorium Cerro Armazones w 2017 roku

W 2017 roku Instytut Astrofizyki Leibniza w Poczdamie (AIP) zaproponował instalację w OCA robotycznego 30-cm teleskopu soczewkowego Zeissa w celu wsparcia misji satelitarnej PLATO. Ten robotyczny teleskop miał zastąpić HPT, który w 2017 roku został wycofany z użytku ze względu na różne problemy techniczne i brak części zamiennych niezbędnych do licznych napraw. W 2019 roku w OCA zainstalowano robotyczny teleskop poczdamski.
Również w 2017 roku została podpisana umowa pomiędzy Uniwersytetem Ruhry w Bochum (RUB) a Centrum Astronomicznym im. Mikołaja Kopernika PAN (CAMK) na „wykorzystanie czasu obserwacyjnego na 0,8-metrowym teleskopie podczerwonym (IRIS)” przez Projekt Araucaria, kierowany przez prof. dr hab. Grzegorza Pietrzyńskiego. Stanowiło to początek owocnej współpracy pomiędzy obiema instytucjami, która ostatecznie doprowadziła do transferu własności OCA do CAMK. Umowa pomiędzy ESO, CAMK i RUB została podpisana 17 stycznia 2020 roku.
W latach 2020–2023 obserwatorium przeszło remont i rozbudowę: zbudowano 3 nowe teleskopy, a stare wycofano z użytku. To ogromne przedsięwzięcie naukowo-techniczne było możliwe dzięki hojnemu wsparciu finansowemu polskiego Ministerstwa Edukacji i Nauki oraz europejskiemu grantowi naukowemu ERC Synergy, przyznanemu prof. Pietrzyńskiemu. Dzięki temu wsparciu finansowemu możliwa będzie także budowa 2,5-metrowego teleskopu, który będzie największym polskim teleskopem, jaki kiedykolwiek zbudowano. Dotychczas postawiono filar teleskopu, kolejne etapy budowy przewidywane są na lata 2024–2025.
28 listopada 2023 roku odbyła się uroczysta inauguracja zmodernizowanego obserwatorium, która była okazją do ogłoszenia zmiany nazwy obserwatorium z Obserwatorium Cerro Armazones (OCA) na Obserwatorium Cerro Murphy im. Rolfa Chini, w skrócie Obserwatorium Cerro Murphy (OCM). Zmiana nazwy podkreśla nowy rozdział w historii obserwatorium, w którym realizowane są projekty naukowe związane z kalibracją kosmicznej skali odległości (główna specjalizacja Projektu Araucaria), oraz uwydatnia wkład prof. Rolfa Chini, który nadzorował i brał udział we wszystkich pracach konstrukcyjnych w obserwatorium. Zmiana nazwy również usuwa niejednoznaczność dotyczącą położenia obserwatorium; w Chile przyjęte jest, by obserwatoria nosiły nazwy wzgórz, na których stoją, a na wierzchołku Cerro Armazones budowany jest ELT.

## Teleskopy

### Działające w obserwatorium
- 1,5-metrowy Teleskop Janusza Kałużnego to teleskop na montażu azymutalnym zbudowany przez austriacką firmę Astro Systeme Austria (ASA), wyposażony w profesjonalną kamerę 4k x 4k Andor iKon-XL 230. Ma imponującą liczbę filtrów (16): Strömgren (u b v y), Hα szeroki, Hα wąski, Hβ szeroki, Hβ wąski, Sloan (u g r i z) i Johnson-Cousins (B V Ic). Obsługuje również spektrograf wysokiej rozdzielczości BESO (który jest bliźniakiem spektrografu wysokiej rozdzielczości FEROS, należącym do ESO, i ma zakres długości fal = 3700–8600 Å oraz rozdzielczość λ/Δλ = 48000).
- 0,8-metrowy Teleskop Zbigniewa „Zibiego” Kołaczkowskiego to teleskop na montażu azymutalnym zbudowany przez austriacką firmę Astro Systeme Austria (ASA). W jednym z 4 ognisk zamontowana jest profesjonalna kamera Andor iKon-L 936 2k x 2k, z polem widzenia 17,2' x 17,2'. Jedno koło filtrowe mieści filtry Sloana (u g r i z) i filtry Johnson-Cousins (B V Ic), drugie zaś posiada dyfuzor, który pozwala na obserwację jasnych gwiazd bez prześwietlenia kamery.
- 0,6-metrowy Teleskop Wojtka Krzemińskiego to teleskop zbudowany przez austriacką firmę Astro Systeme Austria (ASA) na montażu paralaktycznym i wyposażony w profesjonalną kamerę 2k x 2k Andor iKon-L 936. Liczne filtry – Strömgren (u b v y), Hβ szeroki, Hβ wąski, Johnson-Cousins (B V Ic) – uzupełnia dyfuzor, który pozwala na obserwację jasnych gwiazd bez prześwietlenia kamery.
- IRIS (InfraRed Imaging System) to 0,8-metrowy teleskop na montażu azymutalnym z dwoma ogniskami Nasmytha, do których można dotrzeć za pomocą sterowanego komputerowo ruchomego trzeciego zwierciadła. Został ufundowany przez RUB, wykonany przez Halfmann Teleskoptechnik i zainstalowany w 2010 roku. IRIS jest wyposażony w kamerę na podczerwień 1k x 1k, podarowaną przez Instytut Astronomii Uniwersytetu Hawajskiego i posiada liczne filtry szerokopasmowe i wąskopasmowe od 1,1 do 2,5 µm. Układ optyczny zapewnia rozdzielczość 0,74 ''/piksel i pole widzenia 13' x 13'. Jasność graniczna w filtrze K to ≈ 16 mag, zatem IRIS przekracza możliwości 2MASS.
- 30-centymetrowy refraktor Ballistische Messkammern (BMK), zbudowany przez firmę Carl Zeiss Jena i wyposażony w szerokokątną kamerę 10k x 10k zapewniającą pole widzenia 13,6° x 13,6°. Refraktor został zainstalowany w latach 2017–2019 przez Instytut Astrofizyki Leibniza w Poczdamie w celu obserwowania południowego pola misji PLATO (Southern Plato Field, SPF)[4].

### Wycofane z użytku
- 1,5-metrowy Teleskop Hexapod został nazwany ze względu na swój niezwykły montaż, składający się z sześciu precyzyjnych podpórek (nóg) podtrzymujących platformę, do której przymocowany był teleskop. Został on opracowany i przetestowany przez RUB w Niemczech i przeniesiony do obserwatorium w 2006 roku. Ze względu na swoją osobliwą konstrukcję, HPT był umieszczony nie wewnątrz kopuły, ale wewnątrz piramidy, która otwierała się dzieląc na pół, odsłaniając teleskop i umożliwiając obserwacje. Obsługa HPT okazała się niezwykle skomplikowana: sześć nóg do kierowania na gwiazdy i ich śledzenia, sześć podpór do sterowania zwierciadłem wtórnym i 36 siłowników piezoelektrycznych do aktywnego sterowania kształtem zwierciadła głównego – wszystko to sprawiało, że obserwacje teleskopem wymagały zaangażowania dwóch obserwatorów każdej nocy. Teleskop HPT został wycofany z użytku w 2017 roku, ponieważ wystąpiło w nim kilka problemów technicznych, których nie można było naprawić z powodu braku części zamiennych.
- 25-centymetrowy Berlin Exoplanet Search Telescope II (BESTII), wyprodukowany przez Takahashi Seisakusho i należący do DLR Institute for Planetary Research, został zainstalowany w listopadzie 2006 roku. BEST II był przeznaczony do fotometrycznych pomiarów zmian jasności gwiazd, a jego głównym zastosowaniem było zrobotyzowane naziemne wsparcie obserwacyjne misji kosmicznej COROT, mającej na celu poszukiwanie tranzytujących planet pozasłonecznych na półkuli południowej. Na półkuli północnej BEST I pracował już od 2001 roku.
- Bochum Monitoring Telescope (BMT) był 41-centymetrowym reflektorem Newtona, znanym również jako VYSOS 16, ponieważ był używany do przeglądu młodych zmiennych obiektów gwiezdnych (Variable Young Stellar Object Survey, VYSOS) w wyróżniających się regionach gwiazdotwórczych w Drodze Mlecznej. Został wyposażony w kamerę CCD 3k x 2k o polu widzenia 41' x 27'. Został zainstalowany w 2006 roku i wycofany z użytku w 2020 roku.
- Robotic Bochum Twin Telescope (RoBoTT), znany również jako VYSOS 6, był podwójnym refraktorem, składającym się z dwóch 15-centymetrowych lunet wykonanych przez Takahashi Seisakusho na wspólnym montażu paralaktycznym. Pierwszy z bliźniaczych teleskopów został zainstalowany w maju 2008 roku i działał jako pojedynczy teleskop do sierpnia 2010 roku, kiedy to drugi teleskop został zainstalowany na tym samym montażu, przekształcając VYSOS 6 w podwójny system, który umożliwiał jednoczesne obserwacje w dwóch filtrach. Oba teleskopy były wyposażone w kamery CCD 4k x 4k dające pole widzenia około 2,5° kwadratowego.

### Przyszłe teleskopy
Trwa budowa nowego 2,5-metrowego teleskopu. Dotychczas postawiono filar teleskopu, kolejne etapy budowy przewidywane są na lata 2024–2026.
Planowane jest także wybudowanie 30-milimetrowego teleskopu (Thirty Millimetre Telescope, TMMT), który będzie najmniejszym teleskopem na świecie, wyposażonym w profesjonalną kamerę podczerwoną. Jego zadaniem będzie obserwować najjaśniejsze gwiazdy na niebie, które są prześwietlane przez większe teleskopy.

## Lokalizacja
Obserwatorium znajduje się na pustyni Atakama około 120 km na południe od miasta Antofagasta. Ze względu na trudne warunki atmosferyczne, takie jak suche powietrze i wyjątkowo niskie opady, pustynia Atakama jest najlepszym miejscem do obserwacji astronomicznych na świecie, zapewniając ponad 330 gwiaździstych nocy w roku.
OCM zbudowano na wzgórzu o nazwie Cerro Murphy, położonym 1 km na południowy zachód i około 230 m poniżej szczytu Cerro Armazones. Taka bliskość góry Armazones sprawia, że OCM jest obiektem astronomicznym położonym najbliżej przyszłego Ekstremalnie Wielkiego Teleskopu (ELT), budowanego przez ESO, zaraz po Obserwatorium Paranal, położonym 20 km na zachód, gdzie będą prowadzone obserwacje z ELT. Ze względu na bliskość ELT, OCM i Paranal mają pewne wspólne udogodnienia, takie jak światłowody internetowe, drogi itp. Około 10 km na południowy wschód od Paranal znajduje się miejsce budowy południowej części teleskopu gamma Cherenkov Telescope Array (również na terenie ESO).

## Wpływ na środowisko
OCM ucieleśnia filozofię „zielonego” obserwatorium, dążąc do minimalizacji swojego wpływu na środowisko. Projekt OCM jest bardzo minimalistyczny: budynek główny z dwoma sąsiadującymi ze sobą budynkami teleskopowymi oraz budynkiem pomocniczym na baterie słoneczne i awaryjny generator. Budynek główny składa się z dwóch sypialni z łazienkami, pomieszczenia socjalnego, kuchni oraz pokoju obserwacyjnego z wydzielonym pomieszczeniem komputerowym; przeznaczony jest dla dwóch obserwatorów, którzy oprócz obserwacji wykonują wszelkie pozostałe czynności konserwacyjne, w tym sprzątanie i przygotowywanie posiłków.
OCM zasilane jest panelami słonecznymi, umieszczonymi na dachu budynku głównego i na zboczach wzgórza. Energia słoneczna magazynowana jest w bateriach i wykorzystywana w nocy do prowadzenia obserwacji, a w pochmurne dni do podtrzymywania podstawowych funkcji obserwatorium, np. komputerów i serwerów, łączności z internetem, pompy wody, ogrzewania itp. OCM posiadało 3 turbiny wiatrowe, które zapewniały dodatkowe źródło energii w nocy i w pochmurne dni, ale w 2023 roku turbiny wiatrowe zostały wymienione na nowy zestaw paneli słonecznych, które wraz z istniejącymi panelami słonecznymi mogą zaspokoić zapotrzebowanie energetyczne rozbudowanego obserwatorium.

## Wkład w naukę
Teleskop Hexapod wykonał między innymi spektroskopowy przegląd wysokiej rozdzielczości prędkości radialnych około 250 gwiazd typu widmowego O i 540 typu widmowego B w Drodze Mlecznej na południowej półkuli. To badanie pokazało, że zdecydowana większość gwiazd (>82%) o masach powyżej 16 mas Słońca tworzy bliskie układy podwójne.
VYSOS 6 przeprowadził wieloepokowe badanie południowego dysku galaktycznego w pasmach r oraz i, a jego głównym celem było znalezienie nowych mało masywnych gwiazd przed ciągiem głównym i monitorowanie ich krzywych zmian blasku. Badanie to dostarczyło krzywych zmian blasku dla 16 milionów gwiazd, w tym około 70 000 zmiennych. Co zaskakujące, 62 000 z nich to nowe odkrycia, co oznacza, że prawie 90% obiektów zmiennych w Drodze Mlecznej było nieznanych przed tym badaniem. Część danych zebrano w największy w historii obraz astronomiczny, obejmujący 50 stopni kwadratowych i składający się z 46 miliardów pikseli o wadze 196 GB (http://gds.astro.rub.de ).
BEST II był w 2007 roku wykorzystany do obserwacji fotometrycznych pola CoRoT LRc2. Na podstawie uzyskanych danych obejmujących około 100 000 gwiazd zidentyfikowano 426 nowych gwiazd zmiennych okresowych, a 90% z nich znajduje się na segmentach kamery CCD poświęconych badaniom egzoplanet i może być przedmiotem dalszego zainteresowania badań naukowych prowadzonych na podstawie danych CoRoT.
Obserwacje w bliskiej podczerwieni gwiazd zmiennych RR Lyrae i cefeid typu II w Drodze Mlecznej, przeprowadzone na teleskopie IRIS przez członków Projektu Araucaria, pozwoliły na określenie nowych zależności okres-jasność oraz okres-jasność-metaliczność dla gwiazd RR Lyrae i, po raz pierwszy w historii, zależności okres-jasność dla cefeid typu II. Zależność okres-jasność to kanoniczna metoda określania kosmicznych odległości do galaktyk i gromad gwiazdowych zawierających gwiazdy pulsujące, a nowe wyniki udoskonalają tę metodę, czyniąc ją jeszcze bardziej precyzyjną.